# Anthony Starke
Anthony Starke (Syracuse (New York), 6 juni 1963) is een Amerikaans acteur.

## Biografie
Starke doorliep de high school aan de Antioch High School in Antioch (Illinois), hier ontstond zijn liefde voor het acteren. Hierna ging hij met een beurs studeren aan de Marquette University in Milwaukee en haalde zijn bachelor of arts in theaterwetenschap en Spaans. Tijdens zijn verblijf op de universiteit nam hij deel aan een theatergezelschap en speelde in klassiek en moderne toneelstukken en musicals.
Starke begon in 1985 met acteren in de film First Steps, waarna hij nog meerdere rollen speelde in films en televisieseries.
Starke is getrouwd en heeft een zoon, en woont met zijn gezin in Los Angeles. Naast het acteren is hij ook actief in vechtsport. 

## Filmografie

### Films
Uitgezonderd korte films.
- 2022 The Walls Are Watching - als rechercheur Ivie
- 2015 A Christmas Eve Miracle - als Dustin Holden
- 2015 Reluctant Nanny - als Ted
- 2015 Meet My Valentine - als dr. Weaver
- 2013 How Sweet It Is - als Barry
- 2009 Baby on Board – als dr. Taylor
- 1998 Inferno – als Will Dezmond
- 1996 De Kersenpluk – als bedrijfsleider vliegveld
- 1995 Star Witness – als Aldo
- 1993 Nowhere to Run – als Billy
- 1990 Repossessed – als pastoor Luke Brophy
- 1989 Licence to Kill – als Truman-Lodge
- 1988 Return to the Killer Tomatoes! – als Chad Finletter
- 1988 18 Again! – als Russ
- 1986 Nothing in Common – als Cameron
- 1985 First Steps – als Dena Conroy

### Televisieseries
Uitgezonderd eenmalige gastrollen.
- 2017-2018 MacGyver - als Henry - 2 afl.
- 2014-2017 Hand of God - als Gilbert McCauley - 10 afl.
- 2012-2013 Shake It Up – als Jeremy Hunter – 5 afl.
- 2009-2012 Make It or Break It – als Steve Tanner – 35 afl.
- 2008 ER – als dr. Craig – 2 afl.
- 2005 Prison Break – als Sebastian Balfour – 4 afl.
- 1998-2000 The Magnificent Seven – als Ezra Standish – 22 afl.
- 1996-1997 Suddenly Susan – als Kip Richmond – 4 afl.
- 1996 The Last Frontier – als Billy McPherson – 6 afl.
- 1994-1995 The George Carlin Show – als Jack Donahue – 27 afl.
- 1986-1987 One Big Family – als Don Hattan – 25 afl.

- International Standard Name Identifier: 0000 0003 8170 0844
- Library of Congress Control Number: n2012059000
- Virtual International Authority File: 261648574
- WorldCat: E39PBJwMGCvd4JHtxbV4TRBF8C